# Memory of Love
Pour plus de détails, voir Fiche technique et Distribution.
Memory of Love (重来) est un film chinois réalisé par Wang Chao, sorti en salles le 19 août 2009 en France. Le réalisateur de Voiture de luxe y explore la naissance de l’amour dans les confins de la mémoire.

## Synopsis
Hangzhou, de nos jours. Une jeune femme, He Sizhu, et son amant, Chen Mo, ont un accident de voiture.
Quand elle se réveille à l’hôpital où Li Xun, son mari, travaille comme chirurgien, He Sizhu est amnésique et a tout oublié des trois dernières années. Son amant est devenu un inconnu pour elle. Conscient de sa trahison, son mari choisit de la laisser vivre dans ce passé où ils étaient passionnément amoureux. 
Petit à petit, le fossé entre le temps et la perception de la réalité se referme. Le destin, inévitable, reprend le dessus. Afin de ne pas perdre sa femme, Li Xun doit dépasser la peine causée par sa trahison et trouver, dans son amour pour elle, la force de tout recommencer. Mais l’amant de He Sizhu veut également la récupérer…

## Distribution
- He Sizhu : Yan Bingyan
- Li Xun : Li Naiwen
- Chen Mo : Jiao Gang
- Qian Cheng : Wang Jianing

## Fiche technique
- Titre français : Memory of Love
- Réalisation : Wang Chao
- Scénario : Wang Chao
- Producteur : Sylvain Bursztejn, Bao Shihong
- Directeur de la photographie : Du Jie
- Son : Song Zhiwei, Wang Ran, Julien Cloquet
- Mixage : Dominique Vieillard
- Décors : Lou Pan
- Montage : Florence Bresson
- Pays :  Chine,  France
- Langue : mandarin
- Format : Couleurs - 1.85 - 35 mm - Son Dolby SR / SRD
- Durée : 92 minutes
- Date de sortie : 19 août 2009 en  France

## Commentaires
Memory of Love est le quatrième film de Wang Chao après L'Orphelin d'Anyang en 2001, Jour et Nuit en 2004 et Voiture de luxe qui a été récompensé par le prix Un Certain Regard à Cannes en 2006.